# Fortune's Turn
Fortune's Turn è un cortometraggio muto del 1913 diretto da Wilfred North  (Wilfrid North).

## Produzione
Il film fu prodotto dalla Vitagraph Company of America.

## Distribuzione
Distribuito dalla General Film Company, il film - un cortometraggio in una bobina - uscì nelle sale cinematografiche statunitensi il 10 settembre 1913.